# Hsu Mei-chu
Hsu Mei-chu (1 augustus 1966) is een tennisspeelster uit Taiwan.
In 1984 nam Mei-chu deel aan de Olympische zomerspelen van Los Angeles. 